# Onderscheidingen in Zuid-Vietnam
Zuid Vietnam heeft in de jaren tussen het uiteenvallen van het land na 1945 en de met geweld afgedwongen hereniging in 1975 meerdere orden, kruisen en medailles gekend.
- De Nationale Orde van Vietnam
- De Orde voor Voorname Diensten Distinguished Service Order

- Het Kruis voor Dapperheid Gallantry Cross
- Het Kruis voor Dapperheid in de Lucht Air Gallantry Cross
- Het Kruis voor Dapperheid van de Marine Navy Gallantry Cross

- De Eremedaille van de Strijdkrachten Armed Forces Honor Medal

- De Medaille voor Militaire Verdienste Military Merit Medal
- De Gewondenmedaille (Wounded Medal)
- De Medaille voor Leiderschap Leadership Medal
- De Medaille voor Dienst in de Generale Staf Staff Service Medal
- De Medaille voor Dienst in de Technische Dienst
- De Medaille voor Dienst in de Opleiding van de Strijdkrachten
- De Medaille voor Verdienstelijke Burgers

- De Medaille voor Goed Gedrag Good Conduct Medal
- De Vietnamese Campagnemedaille Vietnam Campaign Medal
- De Luchtmachtmedaille Air Service Medal
- De Marinemedaille Navy Service Medal
- De Reddingsmedaille

- De Eervolle Vermelding van een Militaire Eenheid door de President van Vietnam

- De Militaire Medaille (Military Medal)

- De Medaille voor Voorname Diensten van het Leger (Army Meritorious Service Medal)
- De Medaille voor Voorname Diensten van de Marine (Navy Meritorious Service Medal)
- De Medaille voor Voorname Diensten van de Luchtmacht (Air Force Meritorious Service Medal)
- De Medaille voor Voorname Diensten van de Bijzondere Eenheden (Special Service Medal)

- De Medaille voor Gevaarlijke Dienst (Hazardous Service Medal)
- De Loyaliteitsmedaille Loyalty Medal

- De Medaille voor Militaire Dienst Military Service Medal
- De Medaille voor Dienst in de Staf (Staff Service Medal)
- De Medaille voor Dienst in de Technische Dienst (Technical Service Medal)
- De Medaille voor Dienst in de Opleiding (Training Service Medal)
- De Medaille voor Dienst in de Strijdkrachten (Military Service Medal)
- De Medaille voor Dienst in de Luchtmacht (Air Service Medal)
- De Medaille voor Dienst in de Marine (Navy Service Medal )

- De Medaille voor Burgers (Civil Actions Medal )
- De Medaille voor Goed Gedrag (Good Conduct Medal )

- De Campagnemedaille (Campaign Medal)
- De Eenheidsmedaille (Unity Medal )
- De Medaille voor Opoffering (Medal of Sacrifice)

- De Medaille voor Psychologische Oorlogsvoering in twee klassen (Pyschological Warfare Medal)